# Стрељаштво на Летњим олимпијским играма 1900 — ВК пушка клечећи став 300 метара за мушкарце
Стрељаштво на Летњим олимпијским играма 1900. у Паризу је на програму имало 5 дисциплина пуцања из ВК пушке са удаљености од 300 метара. Једна од њих је било и пуцање из клечећег става. Постигнути резултати у овој дисциплини рачунали су се у бодовању дисциплине тростав појединачно и тростав екипно. Такмичење је одржано од 3. августа до 5. августа. Учествовало је 30 стрелаца у 6 екипа из 6 земаља, са пет стрелца по једној националној екипи. 

## Земље учеснице
- Белгија (5)
- Данска (5)
- Француска (5)
- Холандија (5)
- Норвешка (5)
- Швајцарска (5)

## Победници
| Злато:                  | Сребро:                     | Бронза:                    |
| Конрад Штели Швајцарска | Емил Келенбергер Швајцарска | Андерс Петер Нилсен Данска |

## Резултати
Сваки стрелац је пуцао по 40 метака и имао је могућност да максимално упуца 400 кругова.
| Место | Стрелац                      | Резултат |
| ----- | ---------------------------- | -------- |
| 1     | Конрад Штели Швајцарска      | 324      |
| 2     | Емил Келенбергер Швајцарска  | 314      |
| 2     | Андерс Петер Нилсен Данска   | 314      |
| 4     | Паул ван Асбрук Белгија      | 308      |
| 5     | Маркус Ревенсавај Холандија  | 306      |
| 6     | Ојлке Вурман Холандија       | 303      |
| 7     | Франц Бекли Швајцарска       | 300      |
| 8     | Ларс Јерген Мадсен Данска    | 299      |
| 9     | Шарл Помје Белгија           | 297      |
| 9     | Луј Ришар Швајцарска         | 297      |
| 11    | Антонијус Баувенс Холандија  | 296      |
| 12    | Оле Сетер Норвешка           | 293      |
| 13    | Хелмер Хермандсен Норвешка   | 290      |
| 13    | Виго Јенсен Данска           | 290      |
| 15    | Оле Естмо Норвешка           | 289      |
| 16    | Ашил Парош Француска         | 287      |
| 17    | Огист Кавадини Француска     | 286      |
| 17    | Леон Моро Француска          | 286      |
| 19    | Хенрик Силем Холандија       | 281      |
| 20    | Солко ван ден Берг Холандија | 274      |
| 21    | Том Себерг Норвешка          | 272      |
| 22    | Лауридс Јенсен-Кјер Данска   | 271      |
| 22    | Морис Лекок Француска        | 271      |
| 24    | Жил Бири Белгија             | 269      |
| 25    | Алфред Гритер Швајцарска     | 265      |
| 26    | Аксел Кристенсен Данска      | 260      |
| 27    | Олаф Фриденлунд Норвешка     | 259      |
| 27    | Рене Тома Француска          | 259      |
| 29    | Едуар Мин Белгија            | 249      |
| 30    | Јозеф Барас Белгија          | 210      |